# Berbiguières

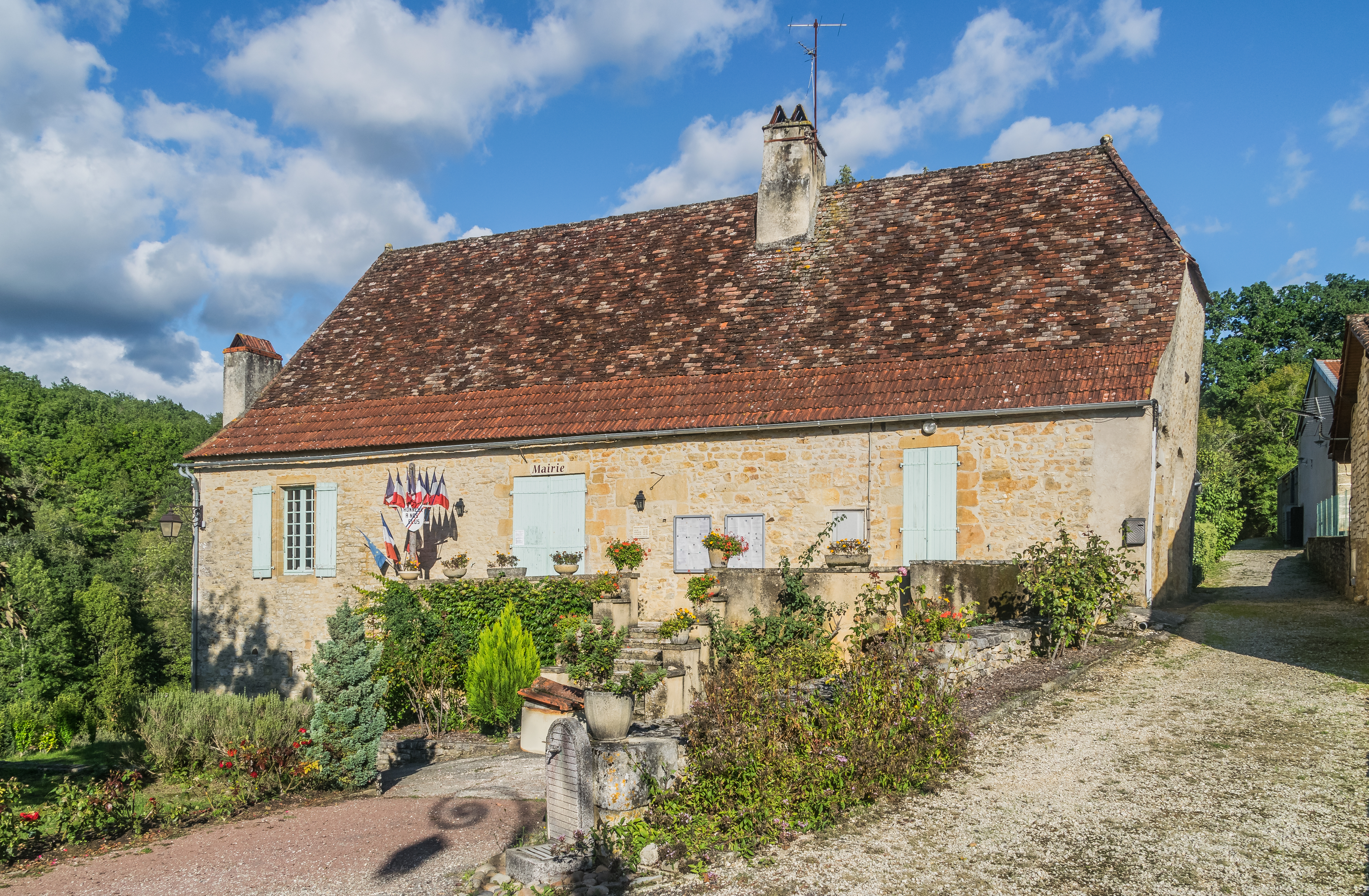
Merostwo w Berbiguières

Berbiguières – miejscowość i gmina we Francji, w regionie Nowa Akwitania, w departamencie Dordogne.
Według danych na rok 1990 gminę zamieszkiwało 181 osób, a gęstość zaludnienia wynosiła 34 osób/km² (wśród 2290 gmin Akwitanii Berbiguières plasuje się na 996. miejscu pod względem liczby ludności, natomiast pod względem powierzchni na miejscu 1406.).